# SN 2003cc
SN 2003cc – supernowa odkryta 3 lutego 2003 roku w galaktyce A105729+2335. W momencie odkrycia miała maksymalną jasność 20,30m.